# Podleśne (Braniewo)
Pour l’article homonyme, voir Podleśne (Kruklanki).

Podleśne est un village polonais de la voïvodie de Varmie-Mazurie, dans le powiat de Braniewo.